# 恋のブギー
「恋のブギー」（こいのブギー、Get Up and Boogie）は、ドイツのディスコ・グループであるシルバー・コンベンションが、彼らにとって2枚目となる1976年のアルバム『恋のブギー (Get Up and Boogie|)』に収録した楽曲。この曲を書いたのは、シルヴェスター・リーヴァイとステファン・プラガーであり、プラガーがプロデューサーも務めた。この曲は、1976年に、アルバム『恋のブギー』（一部の国では『シルバー・コンベンション (Silver Convention)』と題された）からのリード・シングルとしてリリースされた。

## 構成
先に1975年にヒット・シングルとなった「フライ・ロビン・フライ (Fly, Robin, Fly)」と同じように、「恋のブギー」の歌詞もたった二つのフレーズ「Get up and boogie!」と「That's right!」だけからできており、曲全体をとして、それが繰り返される。

## 評価
「恋のブギー」は1976年6月15日に、カナダでチャートの首位に立ち、アメリカ合衆国では『ビルボード』誌のBillboard Hot 100 チャートで第2位まで上昇したが、首位に居座っていたウイングスの「心のラヴ・ソング (Silly Love Songs)」に阻まれて首位には立てなかった。『ビルボード』誌はこの曲を、1976年の年間チャートにおいて第24位とした。「恋のブギー」は、1970年代後半のスタジオ54などニューヨークのディスコ・シーンにおいても、ヒット曲となった。 

## カバーとサンプリング
- オーストラリアのロック・バンドであるリガージテーター（英語版）は、「恋のブギー」から「That's right!」のボーカル部分をサンプリングして、1998年の楽曲「! (The Song Formerly Known As)」に用いた。
- 2000年代後半、この曲は再加工されて「Get Up and Snuggie」として袖付き毛布（英語版）「スナッグル (Snuggie)」の広告に使われた[7]。
- この曲のカバーは、スタティック-Xの2007年のアルバム『Cannibal』に収録された。

## チャート

### 週間チャート
| チャート（1976年）                              | 最高位 |
| ----------------------------------------------- | ------ |
| オーストラリア (ケント・ミュージック・リポート) | 19     |
| カナダ Top Singles (RPM)                        | 1      |
| フランス (IFOP)                                 | 33     |
| アイルランド (IRMA)                             | 15     |
| ニュージーランド (RIANZ)                        | 33     |
| イギリス 全英シングル・チャート                 | 7      |
| アメリカ合衆国 ビルボード Billboard Hot 100     | 2      |
| アメリカ合衆国 ビルボード Hot Disco Singles     | 2      |
| アメリカ合衆国 ビルボード Adult Contemporary    | 25     |
| アメリカ合衆国 キャッシュボックス Top 100       | 1      |

### 年間チャート
| チャート（1976年）                              | 順位 |
| ----------------------------------------------- | ---- |
| オーストラリア (ケント・ミュージック・リポート) | 98   |
| カナダ Top Singles (RPM)                        | 18   |
| アメリカ合衆国 Billboard Hot 100                | 24   |
| アメリカ合衆国 Cash Box Top 100                 | 37   |

### 歴代通算チャート
| チャート（1958年 - 2018年）      | 順位 |
| -------------------------------- | ---- |
| アメリカ合衆国 Billboard Hot 100 | 432  |

## References
1. ↑  Breithaupt, Don; Breithaupt, Jeff (2000). Night Moves: Pop Music in the Late '70s. St. Martin's Press. p. 1. ISBN 978-0-312-19821-3
2. ↑  Bruce Pollock (18 March 2014). Rock Song Index: The 7500 Most Important Songs for the Rock and Roll Era. Routledge. p. 117. ISBN 978-1-135-46296-3
3. ↑  “Item Display – RPM – Library and Archives Canada”.   Collectionscanada.gc.ca. 2012年10月15日時点のオリジナルよりアーカイブ。2012年2月17日閲覧。
4. ↑  Joel Whitburn's Top Pop Singles 1955-1990 - ISBN 0-89820-089-X
5. ↑  “The Hot 100 Chart”. Billboard.
6. ↑  Billboard Year-End Hot 100 singles of 1976
7. ↑  Busby, Christy (2011年1月23日). “Snuggies options range from hot to cold”. Texarkana Gazette 2019年6月28日閲覧。
8. ↑  Kent, David (1993). Australian Chart Book 1970–1992 (illustrated ed.). St Ives, N.S.W.: Australian Chart Book. p. 273. ISBN 0-646-11917-6
9. ↑  “Toutes les Chansons N° 1 des Années 70” (フランス語).   InfoDisc (1976年4月1日). 2019年12月22日閲覧。
10. ↑  "The Irish Charts – Search Results – Get Up and Boogie". Irish Singles Chart.  Retrieved June 22, 2017.
11. ↑  Flavour of New Zealand, 16 July 1976
12. ↑  Joel Whitburn's Top Pop Singles 1955-1990 - ISBN 0-89820-089-X
13. ↑  Whitburn, Joel (1993). Top Adult Contemporary: 1961–1993. Record Research. p. 218
14. ↑  “Top 100 1976-06-19”. Cashbox Magazine. 2016年1月23日閲覧。
15. ↑  “National Top 100 Singles for 1976”.  Kent Music Report (1976年12月27日). 2022年1月15日閲覧。
16. ↑  “Top 100 Hits of 1976/Top 100 Songs of 1976”. Musicoutfitters.com. 2016年10月11日閲覧。
17. ↑  “Top 100 Year End Charts: 1976”. Cashbox Magazine. 2012年8月25日時点のオリジナルよりアーカイブ。2016年6月5日閲覧。
18. ↑  “Billboard Hot 100 60th Anniversary Interactive Chart”. Billboard 2018年12月10日閲覧。.

## External links
- Lyrics of this song
- Silver Convention - Get Up and Boogie - YouTube